# هوراس بيكر
هوراس بيكر (بالإنجليزية: Horace Baker)‏ هو سياسي أمريكي، ولد في 23 يناير 1869 في إليزابيث في الولايات المتحدة، وتوفي في 7 ديسمبر 1941 في نيويورك في الولايات المتحدة. انتخب حاكم نيو جيرسي ‏ (1909 – 1910) وانتخب عضو مجلس ولاية نيوجيرسي.